# 爱沙尼亚民俗档案馆
爱沙尼亚民俗档案馆（Eesti Rahvaluule Arhiiv （页面存档备份，存于）, 缩写ERA）建于1927年，旨在收集、保存民俗资料及促进其更广泛的研究使用。ERA位于塔尔图，是爱沙尼亚文学博物馆的分支，官方正式名称为爱沙尼亚文学博物馆下属爱沙尼亚民俗档案馆。档案馆初建为爱沙尼亚国家博物馆下属机构，从1940年起成为爱沙尼亚文学博物馆分部。20世纪时其曾用名有国家文学博物馆民俗分部（Riikliku Kirjandusmuuseumi rahvaluule osakond, RKM RO）及塔尔图大学爱沙尼亚民俗档案馆（Tartu Ülikooli Eesti Rahvaluule Arhiiv）。现任馆长 Risto Järv 博士。
作为爱沙尼亚民俗的中心档案馆，除了收集、保存民俗资料外，档案馆亦有科学分析民俗材料、出版，推广研究结果和原始资料、民俗教学等任务。
ERA 管理着近150万页手稿，照片收藏约62000张，音频文件超188000个，影像资料逾1600份。除爱沙尼亚民俗资料外，ERA还收藏了曾在爱沙尼亚生活过的及仍在爱沙尼亚生活的少数族群的民俗遗产及与爱沙尼亚同源族群的民俗材料。

## 历史

### 创建及早期
档案馆的原始资料来自于爱沙尼亚民俗收集者雅克布·胡特（1839-1907）所收集的爱沙尼亚民俗手稿资料等。在此之前，爱沙尼亚民俗资料的收集由波罗的海德意志人出于兴趣及业余语言学活动需求进行。雅克布·胡特综合不同的倡议并鼓励在爱沙尼亚的人民进行民俗资料的收集。民俗资料的收集与通过民俗资料对自己历史的回顾创造为爱沙尼亚民族意识觉醒奠定了基础。雅克布·胡特所集114696页民俗手稿包含了对歌曲、谚语、谜语、传说、民俗故事等的记载，这些内容来自爱沙尼亚各个地区，由超1400名收集者收集寄送。胡特将这些手稿体系化，按不同的形式和收集地点装订成册。胡特死后，其收集的资料被送往位于赫尔辛基的芬兰文学协会收藏，因为当时爱沙尼亚国内并不具备保存此类资料的条件。芬兰民俗学家Kaarle Krohn (1863-1933) 是这一行为的发起者。
1924年其，爱沙尼亚国内开始讨论建立自己的民俗博物馆并带回胡特的收藏。爱沙尼亚民俗学家奥斯卡·劳里茨就是提议者之一。爱沙尼亚民俗档案馆的建立参照了芬兰文学协会及拉脱维亚民俗档案馆（建于1924年，是波罗的海地区第一个此类档案馆）。1927年9月24日，爱沙尼亚民俗博物馆作为爱沙尼亚国家博物馆的独立下属分支正式落地，馆长为奥斯卡·劳里茨。档案管理者集中于此前收集的民俗材料的管理，使其更好地服务于研究工作并开始进一步的收集民俗资料和编写出版物。在苏联占领之前的13年间，馆藏资料数量飞速增长。除手稿外，音频文件及照片的收藏体系也建立了起来。档案馆工作越来越多得考虑到了所收集民俗材料的地理分布，其目的是补充之前收集工作的不足。档案馆也开始记录收集爱沙尼亚少数族群及同源芬-乌民族的民俗材料，进一步丰富了馆藏资料的内容。

### 第二次世界大战时期
1940年爱沙尼亚民俗档案馆被重编入国家文学博物馆民俗部门。纳粹德国占领时期（1941-1944）此类重组再次发生：民俗部门与所属收藏一起被划归塔尔图大学，而国家文学博物馆暂时消失，奥斯卡·劳里茨卸任馆长。1943年，所有藏品被疏散收藏至爱沙尼亚各处以防被进一步破坏。苏联于1944年再次占领爱沙尼亚，于是民俗部门再次被划归国家文学博物馆，所有藏品被送归来处。苏联占领第一阶段（1940-1941）时期对于藏品的审查只是表面工作，但1945年后当苏联压迫局势更为明显时，这一情况彻底改变。

### 苏联占领时期
1944年苏联军队将爱沙尼亚解救出纳粹统治。然而，这只是新一轮占领取代旧占领。苏联人将爱沙尼亚并入其联盟创立了爱沙尼亚苏维埃社会主义共和国（Estonian SSR），这一政权延续至1991年苏联解体。苏联占领时期，爱沙尼亚社会政治、文化各方面都受到影响。爱沙尼亚民俗档案馆——当时称为国家文学博物馆民俗部门，也难逃影响。在苏联意识形态规则下一些重要的改变就此发生了。民俗研究方法，收集资料和进行档案整理工作的动态方法被调整为苏联意识形态服务。此外，一些档案管理员在20世纪40年代末期也备受镇压。
此时期苏联政权对待民俗的态度方法和国家身份认同也处于矛盾局面。一方面它镇压民族主义与国家主义，另一方面它又大力支持国家民族文化的发展，特别是苏维埃社会主义共和国联盟的国家文化，承认每个共和国都有其国家和文化自主权。这鲜明地反映在例如各种民俗团体数量的增长，官方艺术和国家宣传中出现的民俗母题及对民俗传统的维护等行为中。然而，对民俗的研究仍然只是在符合联盟利益的情况下才被允许。总的来说，对民俗的关注点聚集在工人阶层及社会底层，宗教信仰之类的主题则被忽略。斯大林时期，苏联民俗这一概念被大力赞扬。对芬兰、斯堪的纳维亚、德意志及波罗的海文化影响的描述可忽略不计，取而代之的则是对俄罗斯传统的推崇。社会充斥着对新社会秩序和苏联领导人的吹捧，以及对爱沙尼亚中产阶级和德意志地主阶层形象的讽刺挖苦。有助于宣传苏联形象，书写片面历史的艺术形式，例如英雄史诗，被大力推崇。
伴随着新政权出现的则是对民俗资料收藏的重新评估。例如，雅克布·胡特被认为是中产阶级研究者；而奥斯卡·劳里茨则被认为毫无价值，他的名字被从档案索引中删去且在新学者的研究作品和出版物中鲜少被提及。所有的民俗藏品均在1945至1952年间被审查，手稿集甚至被一页一页地检查。审查的方法包括将“不合格”的页面从集册中裁剪、抹掉、糊掉或撕下来。大部分这样的工作由民俗学家自己承担，审查成为了当时民俗部门工作人员工作计划的一部分。一些集、册由中央国家档案馆的人员直接控制，那里的审查更加严格。
被审查的材料大部分关于清晰地反映了社情的歌曲和笑话。40年代到50年代，反对及讽刺苏联的民俗材料被从收藏中删除或被墨水直接抹掉。同样地，一些包含淫秽内容的民俗材料也要接受检查，例如下流笑话，露骨歌谣、谜语、俚语等。材料的复制及索引方法也受到中央政权影响。例如，上文提到的奥斯卡·劳里茨被从索引目录中删除，因此查找他所收集的材料变得极为困难。国家为了阶级斗争和类似苏德战争的重大历史事件创造了新的更详细的索引方法，然而其他主题（类似爱沙尼亚共和国）则被忽略。这一索引方法极大地减弱了在一堆档案中寻找出任何非主流材料的可能性。60年代所谓“赫鲁晓夫解冻”时期后，关于斯大林时期的一些零散的记载和文件回到民俗部门。由于地方KGB人员直到80年代末期都紧密系统监视着收藏资料的内容，因此各材料被分置于不同的盒子中以防不必要事端。
苏联时期，由10到15名专业民俗学家组成的集体田野工作开始进行。直到90年代，去向乡村的田野工作都是主流，民俗研究的重点仍集中于古老民俗。然而，民俗学家终究一步步回到了现代研究。苏联统治的最后一个十年，儿童民俗成为一个新的研究主题，新的民俗资料系列RKM, KP也逐渐浮现。1991年苏联解体后，对民俗寻根的兴趣及对信仰等主题的关注逐渐增多。民俗档案也得以复名。

### 当代
在爱沙尼亚重获独立后，爱沙尼亚民俗档案馆于1995年进行重组，位于塔尔图大学文学和民俗学院、塔林语言学院和爱沙尼亚学术科学文学院的民俗材料被并入爱沙尼亚民俗档案馆。因此，到2000年，所有此前收藏于各处机构的大规模民俗材料被重聚于民俗档案馆。如今，民俗档案材料主要供研究者和民俗领域学生使用。档案馆员工为来自爱沙尼亚和世界各地的民族学家、文化人类学家及其他学课的研究者提供帮助和支持。除研究人员外，民俗档案材料的目标使用群也同时是所有对爱沙尼亚民俗感兴趣的人。
档案馆工作人员的研究成果常能形成文章，档案馆也出版专题论文和学术文章。2000年爱沙尼亚民俗进程（Eesti Rahvaluule Arhiivi Toimetused）系列出版物在长时间迫于苏联政权压力断更后恢复发行。档案馆也负责准备和出版北欧歌谣（例如Vana Kannel, [“古老的竖琴”]）系列书籍。
随着数字信息化的发展，20世纪90年代越来越多的数据库和数字化项目逐渐推进，旧式如卡片盒开始停止工作。然而，千禧年始档案馆工作还是出现了一些问题：用计算机工作更为便捷，但是档案中的数据及其管理还未建立起连贯明确的系统。
档案团队使用新科技进一步发展了档案系统化工作，将分级和卡片盒的功能利用进档案信息系统。再后来，为储存更多数字材料，数字储藏库的想法出现并在爱沙尼亚信息系统局（2010-2012）的资金帮助下落实。数字化时期一个重要的发展成果就是被称作Kivike （页面存档备份，存于）的数据库的出现。

## 引用
1. ↑  Oras, Janika; Västrik, Ergo-Hart. . The World of Music. 2002, 44 (3): 153-156.
2. 1 2 3 4 5  Järv, Risto. . Oral Tradition. 2013, 28 (2): 291-298.
3. 1 2 3 4  Saarlo, Liina. . Folklore Fellow's Network. 2018, (1): 15-26.
4. 1 2 3  Järv, Risto; Sarv, Mari. . In Schmitt, Christoph (ed.). Corpora Ethnographica Online. Strategies to Digitize Ethnographical Collections and Their Presentation on the Internet. Waxman Verlag. 2014: 49-60.
5. 1 2 3  Västrik, Ergo-Hart. . Culture Archives and the State: Between Nationalism, Socialism, and the Global Market.(Working Papers of the Center for Folklore Studies, 1.) Columbus, OH: The Ohio State University. 2007: 1-25.
6. ↑  Kulasalu, Kaisa. . In: Laime, Sandis; Bula, Dace (Ed.). Mapping the History of Folklore Studies: Centers, Borderlands and Shared Spaces. Newcastle upon Tyne: Cambridge Scholars Publishing. 2017: 132-153.